# Saint-Perdoux (Dordonha)
Saint-Perdoux é uma comuna francesa na região administrativa da Nova Aquitânia, no departamento Dordonha. Estende-se por uma área de 7,5 km². Em 2010 a comuna tinha 146 habitantes (densidade: 19,5 hab./km²).